# تيد شاكيلفورد
تيد شاكيلفورد (بالإنجليزية: Ted Shackelford)‏ (و. 1946  م) هو ممثل مسرحي، وممثل أفلام، وممثل تلفزي، وكاتب سيناريو، ومنتج أفلام أمريكي، ولد في أوكلاهوما سيتي، أوكلاهوما.

## التعليم
تعلم في جامعة دنفر، وتعلم في كلية وستمنستر ‏
.

## وصلات خارجية
- تيد شاكيلفورد على موقع IMDb (الإنجليزية)
- تيد شاكيلفورد على موقع ألو سيني (الفرنسية)
- تيد شاكيلفورد على موقع أول موفي (الإنجليزية)
- تيد شاكيلفورد على موقع قاعدة بيانات برودواي على الإنترنت (الإنجليزية)
- تيد شاكيلفورد على موقع قاعدة بيانات الأفلام السويدية (السويدية)
- تيد شاكيلفورد على موقع إن إن دي بي (الإنجليزية)
- تيد شاكيلفورد على موقع قاعدة بيانات الفيلم (الإنجليزية)
- تيد شاكيلفورد على موقع كينوبويسك (الروسية)